# Ente (Wappentier)
Die Ente ist in der Heraldik als Wappenfigur ein gern verwendetes Wappentier.
Dargestellt wird vorwiegend der männliche Vogel, also der Erpel oder Enterich, was für die Wappenbeschreibung von Bedeutung ist. Das Wappentier wird schwimmend nach heraldisch rechts oder links (Grundrichtung) oder flügelschlagend laufend im Wappen genommen.
Im Oberwappen wird die Ente gerne aus der Schilddarstellung übernommen. Ist die Ente fliegend (flugbereit erhobene Flügel), bedarf es in der Beschreibung Hinweise, um sie von der Gans zu unterscheiden. Die kleinere Figur ist nicht ausreichend.
Die Farbgebung ist von realistisch bis streng heraldisch. Weiß (Silber) oder Gold (Gelb) ist als Tingierung beliebt, aber die heraldischen Farben sind alle möglich. Der Schnabel und wenn sichtbar, die Füße, werden gern andersfarbig genommen. Selten, dass der Vogel etwas im Schnabel hält. Die Anzahl ist eine bis drei Enten, die dann zwei über eine im Schild oder Feld, pfahl- oder balkenweise sind. Bei zwei Tieren ist die zu- oder abgewandte Stellung üblich.
Bei der Ente ist die Schnabel-, Flügel- und/oder Beinlosigkeit beliebt. Hierzu werden ein oder mehrere kleine Tiere im Feld oder Schildhaupt gestellt und als Merletten oder Canetten blasoniert.
Die Wappendarstellung der Ente ist der Gans recht ähnlich. Besonders in der französischen, spanischen und englischen Heraldik spielt die Ente als Beizeichen eine besondere Rolle. Als Merlette ist sie ein Zeichen für den vierten Sohn.

Fliegende Ente
Schwimmende Ente
Schwimmende Enten (Boxtel mit Petrus)
Drei laufende Enten
Drei Merletten
Auffliegende Ente
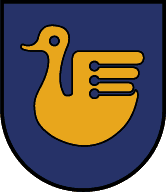
Goldene Wildente
Entenkopf